# Віценець Віталій Володимирович
Віта́лій Володи́мирович Віцене́ць (нар. 3 серпня 1990, Першотравенськ, Дніпропетровська область, УРСР, СРСР) — футболіст, півзахисник. Грав за молодіжну збірну України. Через травми змушений був рано завершити кар'єру, після чого став тренером. З липня 2022 року — помічник тренера російського клубу «Арсенал» (Тула).

## Клубна кар'єра
Вихованець дитячої футбольної академії донецького «Шахтаря», до Донецька на запрошення тренерів академії переїхав у 12-річному віці. У дитячо-юнацькій футбольній лізі провів за «Шахтар» 86 матчів, відзначився 21 забитим голом. В сезоні 2007—2008 провів 18 матчів у складі команди «Шахтар-3» у другій лізі чемпіонату України, записав на свій рахунок один забитий гол.

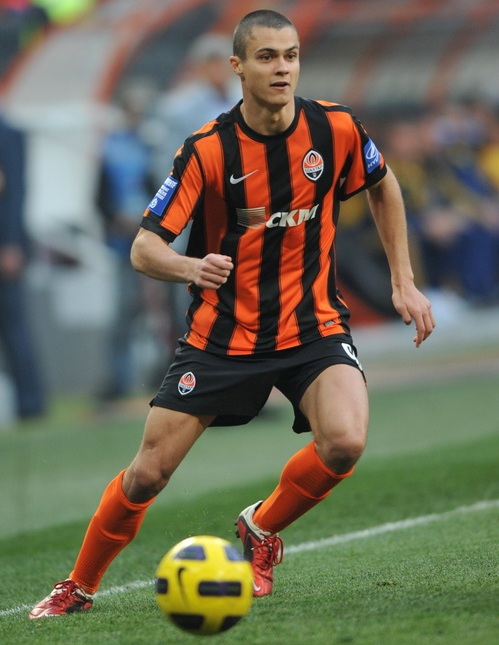
Віталій Віценець під час виступів за «Шахтар». 23 квітня 2011 року

З того ж сезону почав виступи в першості дублерів українського чемпіонату (дебют — 4 серпня 2007 року в матчі проти дублерів ужгородського «Закарпаття», перемога 4:1). Загалом провів за дубль «Шахтаря» 43 гри, має в активі 5 забитих голів.
27 вересня 2009 року дебютував у Прем'єр-лізі в грі першої команди «Шахтаря» проти «Оболоні», вийшовши на заміну замість Олександра Гладкого в матчі-відкриття «Донбас Арени».
У березні 2010 року перейшов до луганської «Зорі» на правах вільного агента. Провів 14 матчів і забив 2 гола. Проте вже через півроку, 31 серпня 2010 року, донецький «Шахтар» викупив трансфер гравця і підписав з ним контракт на 5 років. До кінця сезону зіграв за «гірників» 14 матчів у чемпіонаті і забив 2 голи, проте закріпитися в основному складі так і не зумів.
У серпні 2011 року разом з одноклубником Миколою Іщенком на правах оренди перейшов в «Іллічівець», де провів наступні два сезони, проте закріпитись в основі також не зумів.
20 червня 2013 року перейшов на правах оренди до складу новачка Прем'єр-ліги — «Севастополя», де виступав до кінця року, після чого разом з одноклубником Олександром Чижовим повернувся назад в «Іллічівець», де продовжив грати в оренді.
Після отриманої 2013 року травми коліна Віталій став жертвою лікарської помилки — йому видалили весь латеральний меніск. Згодом після низки операцій в Іспанії він більше двох років займався відновленням. У січні 2016 року намагався повернутися у футбол, їздив на збори з «Олександрією», але в нього знову виникли проблеми з коліном. У липні того ж року офіційно завершив кар'єру гравця.
Влітку 2017 року відновив ігрову кар'єру у складі «Маріуполя» і провів за команду 8 ігор. Всього (з урахуванням ігор в 2011—2013 роках) Віценець провів за клуб 37 матчів. Через травму коліна півзахисник змушений був остаточно завершити свою футбольну кар'єру.

## Виступи за збірні
Запрошувався в збірні України різних вікових категорій, дебют у футболці збірної — 28 вересня 2006 року в матчі збірної України U-17 проти однолітків з Казахстану (перемога 2:0). Наступного року у складі цієї вікової збірної був учасником юнацького Євро.
У складі збірної України U-19 — чемпіон Європи 2009 року. Перед початком фінальної частини чемпіонату, що проходила у Донецьку та Маріуполі, розглядався як один з основних півзахисників української команди. Відіграв стартовий матч групового турніру проти збірної Словенії, під час поєдинку отримав важку травму коліна та після його завершення був доправлений до лікарні. Через травму не зміг продовжувати виступи на турнірі.
13 листопада 2009 року дебютував у складі молодіжної збірної України у грі проти бельгійських однолітків. У складі української «молодіжки» був учасником фінального етапу чемпіонату Європи 2011 року, у рамках якого взяв участь лише в одному матчі команди, вийшовши на заміну наприкінці гри проти збірної Іспанії. Усього провів у формі молодіжної збірної 14 матчів.

## Тренерська кар'єра
По завершенні ігрової кар'єри повернувся до донецького «Шахтаря», де працював тренером юнацьких команд. У сезоні 2020/21 році привів «Шахтар U-14» до перемоги в своїй віковій категорії ДЮФЛУ.
У вересні 2021 року очолив юнацьку команду (U-19) клубу «Кривбас», яка на момент зупинки чемпіонату через російське повномасштабне вторгнення лідирувала у Першій лізі серед футболістів свого віку. У червні 2022 року був звільнений з клубу разом із помічником Станіславом Дьяченком через антиукраїнську позицію у війні.
У липні 2022 року поїхав до Росії та став помічником тренера тульського «Арсенала».

## Досягнення
- Чемпіон Європи серед юнаків (U-19): 2009
- Чемпіон України: 2010/11
- Володар Кубка України: 2010/11